# Oscar Cifuentes Solar
Oscar Cifuentes Solar (Santiago, 28 de enero de 1892 - ibidem, 26 de junio de 1952) fue un médico y político socialista chileno. Se desempeñó como ministro de Estado durante la llamada "República Socialista de Chile", presidida por Arturo Puga. Posteriormente, entre 1937 y 1941, ejerció como diputado de la República y luego diplomático de su país, sirviendo como cónsul en La Habana, Cuba.

## Familia y estudios
Nació en Santiago de Chile, el 28 de enero de 1892; hijo de Melitón Cifuentes y Aminta Solar. Realizó sus estudios primarios y secundarios en el Colegio San Pedro Nolasco. Continuó los superiores en la carrera de medicina en la Universidad de Chile, donde se graduó de médico cirujano en 1915. Su tesis se tituló  Procedimiento de diagnóstico serológico de la sífilis. Posteriormente, cursó un diplomado en higiene, en la Universidad de París (Francia), en el año 1922. También fue alumno de la Academia de Guerra.
Ejerció su profesión en las ciudades de Valparaíso, Antofagasta, Santiago, Valdivia, Mulchén y Chillán. Fue médico de la Beneficencia. En Antofagasta dirigió los servicios de sanidad municipal; en Valparaíso fue ayudante de estos mismos servicios. Fue médico del Ejército, donde llegó al grado de mayor.
Se casó con Gabriela Herrera, con quien tuvo dos hijos.

## Trayectoria política
El 4 de junio de 1932, tras la instauración de la Junta de Gobierno de la denominada «República Socialista» presidida por el militar Arturo Puga, fue nombrado ministro de Salubridad Pública, ejerciendo el cargo hasta el 16 de junio de ese mismo año. Paralelamente fue colaborador del diario La Opinión.
Militante de la Nueva Acción Pública (NAP), en 1933 fue uno de los fundadores del Partido Socialista de Chile (PS). Viajó a Bolivia en 1935, luego de ser deportado por el presidente liberal Arturo Alessandri Palma, en el marco de su segundo gobierno.
Regresó al país en 1937, y en las elecciones parlamentarias de ese mismo año, fue elegido como diputado por la Segunda Agrupación Departamental (correspondiente a los departamentos de Tocopilla, El Loa, Antofagasta, y Taltal), por el período legislativo 1937-1941. Durante su gestión integró la Comisión Permanente de Asistencia Médico Social e Higiene. Aceptó un cargo diplomático como encargado de negocios en Noruega, Haití y Santo Domingo, en el año 1939; el 7 de noviembre de ese año, se incorporó a la Cámara de Diputados en su reemplazo, Vicente Ruiz Mondaca.
Fue delegado de Chile al 1° Congreso de Medicina Militar Internacional, celebrado en Bruselas; y al Primer Congreso de la Cruz Roja Internacional, realizado en Ginebra. Fue cónsul general de Chile en la Habana.
Falleció el 26 de junio de 1952.